# Hagiotoponyme caché
 (février 2025).
Si vous disposez d'ouvrages ou d'articles de référence ou si vous connaissez des sites web de qualité traitant du thème abordé ici, merci de compléter l'article en donnant les références utiles à sa vérifiabilité et en les liant à la section « Notes et références ».
Un hagiotoponyme caché[réf. nécessaire] est un hagiotoponyme — un nom de lieu en rapport avec la religion, souvent un saint — dont l'origine religieuse n'est pas évidente, notamment en raison de l'absence du mot « saint » ou du fait de sa traduction dans la langue du lieu.

## Christianisme

### Albanie
- Saranda : du grec Άγιοι Σαράντα (Agioi Saránta), « les Quarante Saints », en référence aux quarante martyrs de Sébaste

### Argentine
- Buenos Aires : forme raccourcie de l'espagnol Nuestra Señora Santa María del Buen Ayre (« Notre-Dame-Sainte-Marie-du-Bon-Vent »)

### Canada

#### Québec
- Laurentides : chaîne de montagnes parallèle au cours du fleuve Saint-Laurent, lui-même nommé du jour de la fête de Laurent de Rome
- Mauricie [1]: région culturelle et administrative qui inclut la vallée du Saint-Maurice, et plus largement le bassin versant de la rivière Saint-Maurice[2], dont le nom honore Maurice Poulin de La Fontaine (XVIIe siècle).

### Chypre
- Larnaca : du grec λάρναξ (lárnax), « larnax », sorte de reliquaire ou de sarcophage ; une origine fait remonter le nom à Lazare de Béthanie[réf. nécessaire].

### Égypte
- Aboukir : de l'arabe ابو قير (abū qīr), littéralement « Père Cyr », référence au martyr chrétien Cyr d'Alexandrie

### États-Unis
- Los Angeles : forme raccourcie de l'espagnol El Pueblo de Nuestra Señora la Reina de Los Ángeles del Río de Porciúncula, « le village de Notre-Dame la Reine des Anges de la rivière de Porciuncula »
- Trinidad : nom de plusieurs localités, de l'espagnol Trinidad signifiant « Trinité »

### France
- Boulogne-Billancourt : de Notre-Dame de Boulogne-sur-Seine, désignant Marie, but d'un pèlerinage
- Cellettes, la « petite celle de Saint Mondry »
- Cinq-Mars, cacographie issue de « Saint Mars », déformation de Saint Médard
- Dammarie : « Dame Marie », Marie
- Dombasle : « Dom Basle », Basle de Verzy[3]
- Domèvre : « Dom Èvre », Epvre de Toul
- Domgermain : « Dom Germain », Germain d'Auxerre
- Domjulien : « Dom Julien », Julien de Brioude
- Domloup : « Dom Loup », Loup de Troyes[4]
- Dommartin : « Dom Martin », Martin de Tours[5]
- Dompierre : « Dom Pierre », Pierre (apôtre)
- Domrémy : « Dom Rémy », Remi de Reims
- Domvallier : « Dom Vallier », Valère de Langres
- Domvast : « Dom Vast », Vaast d'Arras
- Mont Guillaume : Guillaume d'Eygliers
- Aber-Ildut : Ildut
- Lanmodez : « Lan Maudez », Saint Maudez
- Loctudy : Tudy
- Île Maudez : Saint Maudez
- Quarante : de quarante martyrs, probablement différents de ceux de Sébaste, enterrés en ce lieu du Minervois
- Perros-Guirec : Saint Guirec
- Remiremont : le « mont de saint Romaric »
- Saillenard : « Saint Léonard »
- Samer : « saint Wulmer », Wulmar
- Sanary-sur-Mer : « San Nàri », Nazaire
- Selles-sur-Cher : la « celle de Saint Eusice »
- Île-Tudy : Tudy
- Guadeloupe : de l'espagnol Nostra Seniora de Guadalupe (en bon espagnol : Nuestra Señora de Guadalupe), « Notre-Dame de Guadalupe »

### Irlande
- Downpatrick : de l'irlandais Dún Pádraig, « fort Patrick », lieu d'enterrement supposé de Patrick d'Irlande
- Skellig Michael : Michel

### Italie
- Sampeyre, Pierre

### Liban
- Nahr Ibrahim (en arabe : نهر ابراهيم, nahr ibrahīm?, fleuve d'Abraham ) : le fleuve d'Abraham traversant la localité étant nommé d'après Abraham de Cyrrhus

### Russie
- Arkhangelsk : du monastère de l'Archange-Michel voisin
- Borissoglebsk : des saints russes Boris et Gleb
- Ouspenski : nom de plusieurs localités, du russe Успение (Ouspenie), « Dormition »
- Petropavlovsk : de Pierre et Paul de Tarse
- Pokrovsk : du russe Покров (Pokrov), « Intercession de la Mère de Dieu »
- Serguiev Possad : de la laure de la Trinité-Saint-Serge, fondé par Serge de Radonège

### Roumanie
- Sinaia : d'un monastère nommé d'après le mont Sinaï

### Suisse
- Romainmôtier : de Romain de Condat, fondateur du monastère de Romainmôtier

### Syrie
- Sergiopolis : nom romain de l'actuelle Resafa, « vile de Serge », référence à Serge de Rasafa
- Seidnaya : « Notre Dame », Marie

### Trinité-et-Tobago
- Trinité : de la Trinité chrétienne

### Tunisie
- Monastir : pourrait provenir du mot latin monasterium, « monastère »

## Hindouisme
- Inde :
  - Calcutta : du terme bengali কলিকাতা (kolikata), nom de l'un des trois villages situés dans la zone où la ville est établie ; ce terme pourrait provenir d'une variation de Kalikkhetro (কালীক্ষেত্র), « champ de Kali ».

## Islam
- Maghreb :
  - Sidi Abderrahmane : de l'arabe سيدي عبد الرحمن (sa'idy ʿabd alraḥman), « Saint Abderrahmane »
  - Sidi Kacem : de l'arabe سيدي قاسم (sa'idy qāsim), « Saint Kasim »
  - Sidi Rahhal
  - Sidi Slimane : de l'arabe سيدي سليمان (sayidy sulaymân), « Saint Salomon »
  - Sidi Yahya, « Saint Jean »

## Judaïsme
- Israël :
  - Israël : d'Israël, nom de Jacob après sa traversée du Yabboq